# Harry Guardino
Harold Vincent Guardino (ur. 23 grudnia 1925 w Nowym Jorku, zm. 17 lipca 1995 w Palm Springs) – amerykański aktor filmowy, teatralny i telewizyjny pochodzenia włoskiego. Dwukrotnie nominowany do nagrody Złotego Globu. Zdobył nominację do Tony Award jako Pompey w sztuce broadwayowskiej One More River (1960).

## Filmografia
Filmy
- 1951: Sirocco jako porucznik Collet
- 1955: Nadworny błazen jako Forester
- 1958: Dom na łodzi jako Angelo Donatello
- 1959: Wzgórze Pork Chop jako Forstman
- 1961: Król królów jako Barabasz
- 1962: Gołąb, który ocalił Rzym jako sierżant Joseph Angelico
- 1968: Madigan jako detektyw Rocco Bonaro
- 1971: Brudny Harry jako porucznik Al Bressler
- 1976: Strażnik prawa jako porucznik Bressler
- 1977: Rollercoaster jako Keefer
- 1978: Każdy sposób jest dobry jako James Beekman
- 1980: Jak tylko potrafisz jako James Beekman

Seriale
- 1957: Alfred Hitchcock przedstawia jako Gerald „Gerry” Daniels
- 1969: Hawaii Five-O jako sierżant Simms
- 1970: Hawaii Five-O jako Mike Martin
- 1972: Ulice San Francisco jako Ben Jarris
- 1974: Kojak jako detektyw Benny Fiore
- 1975: Hawaii Five-O jako komandor Wallace
- 1978: Wonder Woman jako Simon Penrose
- 1979: Hawaii Five-O jako Johnny Mio
- 1980: Barnaby Jones jako Walt W. DiAngelo
- 1984: Napisała: Morderstwo jako porucznik Floyd Novack
- 1986: Napisała: Morderstwo jako Haskell Drake
- 1988: Nowa seria Alfred Hitchcock przedstawia jako Phil Mansfield
- 1989: Detektyw Hunter jako Bill Ryan
- 1991: Gliniarz i prokurator jako Jake Styles Sr.
- 1991: Napisała: Morderstwo jako Haskell Drake
- 1992: Zdrówko jako Frank Carpaccio
- 1992: Renegat jako Karl Swenson
- 1993: Napisała: Morderstwo jako Danny Cochran